# Arqueozoologia
|  | No s'ha de confondre amb Paleozoologia. |

L'arqueozoologia és l'estudi de les característiques dels animals que hi havia a èpoques passades i de l'ús que en feien els humans, fet a partir dels ossos trobats durant les excavacions arqueològiques dels jaciments.
S'han fet treballs d'aquestes característiques en relació amb el mas "B" de Vilosiu, amb jaciments de Balaguer, etc.

## Introducció
L'arqueozoologia, també anomenada paleoetnozoologia, osteoarqueologia, o zooarqueologia, és una de les ciències auxiliars de l'arqueologia utilitzada durant els últims vint/trenta anys que es dedica a l'estudi de les restes faunístiques dels jaciments arqueològics que ens aporta informació fonamentalment econòmica i sociocultural del passat i permet la reconstrucció paleoambiental, paleoclimàtica, paleoecològica i cronològica.
És una disciplina especialment aplicada a l'estudi de la prehistòria i el seu àmbit d'estudi implica l'ús de disciplines tals com la paleontologia, que estudia l'evolució de les espècies animals, la paleoetnología, dedicada a l'estudi de la intervenció humana al medi ambient, i la tafonomia, que procura per la disperssió i conservació de les restes.

## Metodologia d'estudi
Per dur a terme un estudi exhaustiu és necessària la recerca de totes les restes animals (microfauna i macrofauna) entre les quals freqüentaran més les restes de banya i closques, les dentals i sobretot les òssies per la seva capacitat de conservació. A continuació caldrà procedir a l'estudi directa dins el nivell estratigràfic tenint en compte les possibles alteracions post deposicionals (antròpiques i/o naturals) i s'haurà d'iniciar un primer registre en una fitxa deixant constància de: nom del jaciment, localització estratigráfica, cronología, nombre de fragments, estat de conservació, nom de la resta, part del cos, banda, espècia, edat, mesures i observacions.
Seguidament caldrà extreure la resta, sotmetre-la a sistemes de neteja procurant per la seva fragilitat i dur a terme un estudi analític i identificatiu de les restes a dos nivells: la determinació anatómica, que localitzarà la resta en el conjunt de l'esquelet nodrint-se de l'anatomia comparada, i la determinació <<específica>>, que intentarà recollir texonòmicament dades respecte al gènere, l'espècie, la subespècie, etc. Amb els resultats obtinguts s'hauran d'enregistrar les dades següents: Descripció sistemàtica de la peça, parts de l'esquelet vigents i no vigents i presència i tipus de manipulació antròpica.

## Resultats
Malgrat l'existència de múltiples factors alteradors o relativitzadors dels resultats, en la cloenda de l'estudi ha de constar un còmput que implica el càlcul del nombre de restes (NR) i del nombre mínim d'individus (NMI), la determinació de les espècies al·lòctones, les variants morfològiques i la seqüència arqueofaunística local.
Amb les dades resultants podrem abstreure conclusions fonamentades referents a la domesticació dels animals, les dietes o preferències culinàries, l'àrea de caça i l'estació de l'any en la qual es realitzava, els canvis ecològics, i en definitiva, les relacions entre l'animal i l'ésser humà.
Caldrà tenir en compte però que la baixa representació d'espècies no equival a una escassa existència de la mateixa així com la conservació diferencial de les restes.
La arqueozoologia com a mètode de datació 
Amb l'anàlisi del nivell de nitrogen, fluor i urani de les restes òssies animals podem aconseguir desxifrar la data aproximada de defunció de l'animal i, per tant, adquirir una cronologia relativa, però mai podrem utilitzar les dades com a mètode de cronologia absoluta a causa de la inferència d'elements naturals que poden modificar el contingut d'elements de les restes.